# Île Blanche
Dans la mythologie grecque, l'île Blanche ou Leucé (en grec ancien ἡ Λευκὴ νῆσος / hê Leukề nễsos) est un lieu des Enfers, l'une des entrées du royaume des morts. Les différents auteurs qui localisent cette île la situent sur la mer Noire, à l'embouchure de l'Ister (Danube) ou du Borysthène (Dniepr). Il ne faut pas la confondre avec Peucé, autre île de la mer Noire, mentionnée notamment par Pline l'Ancien et Ammien Marcellin.

## Présentation
C'est un endroit sauvage et boisé, où se tiennent constamment fêtes et banquets, qui en fait le séjour de plusieurs héros de la guerre de Troie après leur mort : Achille, les deux Ajax (Ajax fils de Télamon et Ajax fils d'Oïlée), Antiloque, Hector, Hélène, Iphigénie et Patrocle.

### Description de la Grècede Pausanias le Périégète
Il est notamment présenté par Pausanias dans sa Description de la Grèce, écrit au IIe siècle :

« Il y a dans le Pont-Euxin, à l'embouchure du Danube, une île consacrée à Achille, et qui porte le nom de Leucé. Elle a vingt stades de circonférence, elle est couverte de bois, et peuplée d'animaux tant féroces que privés ; Achille y a un temple et une statue. Personne n'y avait abordé, dit-on, avant Léonymus de Crotone (it). Les Crotoniates étaient en guerre avec les Locriens d'Italie, qui, à raison de leur affinité avec les Locriens Opuntiens, appelaient à leur secours dans les combats Ajax, fils d'Oilée. Léonymus, qui commandait les Crotoniates, et qui attaqua les Locriens du côté où il savait qu'Ajax était placé, fut blessé à la poitrine ; et comme il souffrait beaucoup de sa blessure, il alla consulter l'oracle de Delphes. La Pythie l'envoya dans l'île Leucé, en lui disant qu'il y verrait Ajax qui le guérirait. Revenu de cette île après sa guérison, il raconta qu'il y avait vu Achille, Ajax, le fils d'Oïlée, Ajax fils de Télamon, et avec eux Patrocle et Antiloque ; qu'il avait reçu d'Hélène, devenue l'épouse d'Achille, l'ordre de se rendre à Himère pour annoncer à Stésichore que la perte de ses yeux était l'effet de la colère de cette princesse. Ce fut d'après cet avis que Stésichore fit sa Palinodie. »

### Voyage autour du mondede Denys le Périégète

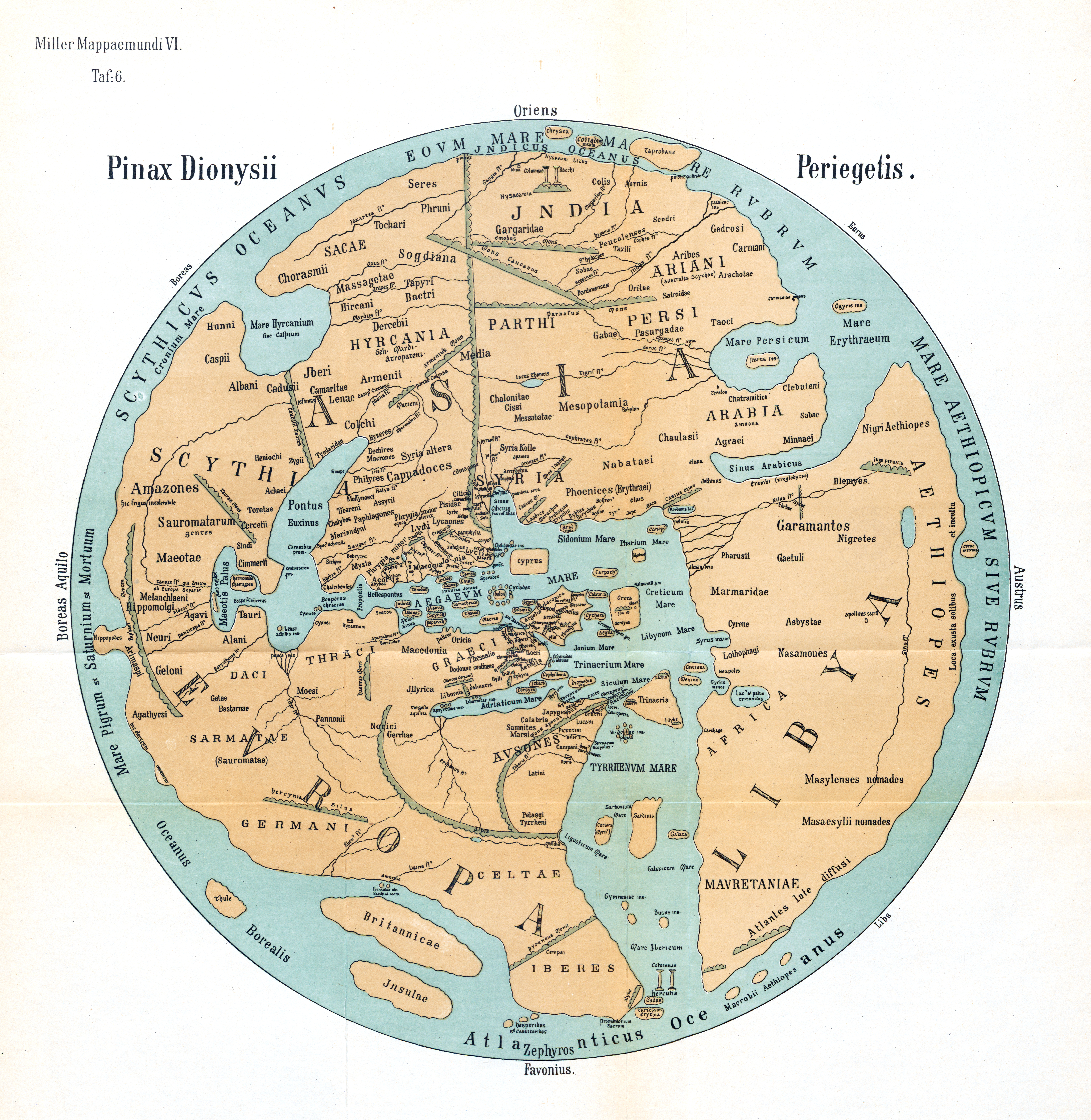
Carte établie par l'historien, d'après Denys le Périégète. L'île y figure au centre, dans le Pontus Euxinus.

Denys le Périégète (IIe siècle), dans son Voyage autour du monde, décrit cette île :

« Que le voyageur s'élance à gauche et sillonne le marbre de l'Euxin vers les parages où le Borysthène tourne son embouchure vers la mer, il apercevra de loin les hauteurs de Leucé, Leucé aux blancs sommets, Leucé l'asile des âmes : car on dit qu'après la mort les âmes des justes habitent dans ces lieux, où les rochers se creusent pour former de vastes grottes, et, rongés par les eaux, s’entrouvrent et s'arrondissent en voûte. C'est un asile donné aux âmes innocentes ; c'est ainsi que Jupiter les affranchit des ténèbres de l'enfer, et que l'Érèbe est un lieu toujours inconnu pour la vertu. »

### Périple du Pont-Euxind'Arrien
Arrien écrit au IIe siècle Périple du Pont-Euxin, où il écrit :

« Quand de cette embouchure [de l'Ister] à peu près, on navigue droit vers la pleine mer avec le vent du nord, on rencontre une île, que les uns appellent île d’Achille, les autres course d’Achille; d’autres enfin Leucé à cause de sa couleur. On dit que Thétis l’a fait sortir de la mer pour son fils, et qu’Achille l’habite. Il y a en effet dans cette île un temple d’Achille, et une statue d’un travail ancien. L’île est déserte; quelques chèvres seulement y paissent, et l’on dit que ceux qui y abordent les offrent à Achille. Il y a dans ce temple beaucoup d’autres offrandes encore, des fioles, des anneaux, des pierres précieuses ; toutes ces choses ont été offertes à Achille en témoignage de reconnaissance ; et les inscriptions, les unes grecques, les autres latines, en toute sorte de mètres, sont l’éloge d’Achille. Il y en a pour Patrocle ; car ceux qui désirent plaire à Achille, honorent Patrocle avec Achille. De nombreux oiseaux vivent dans cette île, des mouettes, des poules d’eau, des plongeons de mer, en quantité innombrable. Ce sont ces oiseaux qui prennent soin du temple d’Achille ; tous les jours, le matin, ils volent à la mer, puis les ailes imprégnées d’eau, reviennent en toute hâte, et arrosent le temple ; quand cela est bien fait, ils nettoient alors le pavé avec leurs ailes. »

## Localisation

### Géographiede Strabon
Strabon, dans sa Géographie (rédigée entre 20 av. J.-C. et 23 apr. J.-C.), situe l'île dans la partie occidentale du Pont-Euxin.

Reconstitution de la carte du monde de Pomponius Mela (d'après son De situ orbis) par l'historien. L'île y figure au centre, dans le Pontus Euxinus.

« Quant au Pont-Euxin, il forme en quelque sorte deux mers distinctes [...]. Le bassin occidental [...] contient l'île Leucé. »

### De situ orbisde Pomponius Mela
Pomponius Mela, dans son De situ orbis (ou De chorographia) écrit vers 43,

« Le Pont-Euxin renferme également peu d’îles : celle de Leucé, qui fait face à l’embouchure du Borysthène, est très petite, et porte le surnom d’Achillée, comme étant le lieu de la sépulture d’Achille »

### Histoire naturellede Pline l'Ancien
Pline l'Ancien, dans le quatrième livre de son Histoire naturelle (publiée vers 77), fournit cette localisation :

« En face du Borysthène est Achillée, citée plus haut, appelée aussi Leucé et  Macaron. Des observations contemporaines la placent à 140.000 pas du Borysthène, à 120.000 pas du Tyra, à 50.000 de l'île Peucé ; elle a environ 10.000 pas de tour. »

### Histoire de Romed'Ammien Marcellin
Ammien Marcellin décrit cette île dans sa Res gestae (ou Histoire de Rome), rédigée entre 391 et 394 environ :

« Leucé, île inhabitée et consacrée à Achille, est une dépendance de la Tauride. Les voyageurs que le hasard y jette visitent ses temples, et contemplent les offrandes faites en l'honneur du héros, mais regagnent vers le soir leurs navires; car c'est risquer sa vie, dit-on, que d'y passer la nuit. Il y a dans l'intérieur des lacs peuplés d'oiseaux blancs, du genre des alcyons. Nous parlerons plus tard de leur origine, et des combats qu'ils se livrent sur l'Hellespont. »

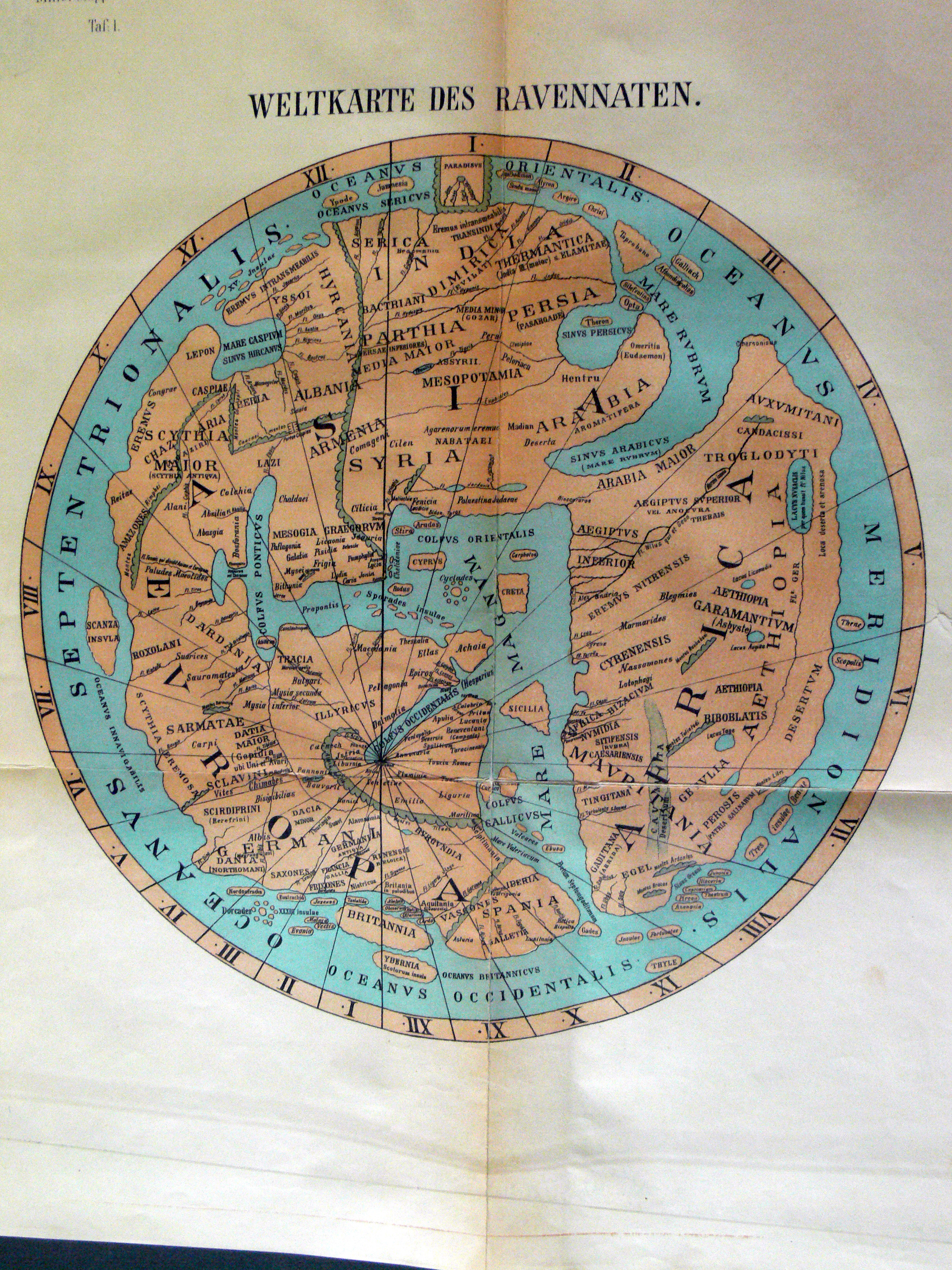
Carte réalisée par, illustrant les informations contenues dans la Cosmographie de Ravenne. L'île est située entre les sections IX et X.

### Anonyme de Ravenne
Un certain Anonyme de Ravenne, clerc à Ravenne, compile vers 700 une liste de toponymes du monde entier : la Cosmographie de Ravenne.

### Analyse
On l'identifie habituellement à l'île de Leucé (Fidonisi en grec moderne), située aux bouches du Danube. Achille était de fait vénéré dans la partie septentrionale de la mer Noire, colonisée par les Milésiens.
Selon des auteurs comme David B. Monro (en) ou Gregory Nagy, une épopée du Cycle troyen comme L'Éthiopide reflète précisément cette colonisation. Il est toutefois certain que les lieux paradisiaques grecs étaient toujours situés dans des terres lointaines, à l'instar de l'Éthiopie mythique dont vient le héros Memnon, classiquement située à l'Est à l'époque archaïque.
Dans le cycle argonautique, la nef Argo voyage également en mer Noire. Par ailleurs, des contacts grecs avec cette région ont été attestés avant l'âge archaïque.
Certains auteurs la placent encore au large de la Crète.